# 715
Cette page concerne l'année 715  du calendrier julien. Pour l'année 715 av. J.-C., voir 715 av. J.-C. Pour le nombre 715, voir 715 (nombre).
L'année 715 est une année commune qui commence un mardi.

## Événements
- 23 février : début du règne de Sulayman ibn Abd al-Malik calife de Damas (fin en 717)[1].

- Contre offensive de l’empereur chinois Ming Huang contre les Arabes au Ferghâna. Ses armées occupent Tachkent et poussent Samarkand et Boukhara à la révolte[2].

### Europe
- 10 mai[3] : traité de commerce entre le roi des Lombards Luitprand et le port de Comacchio, à l’embouchure du Pô. Il règlemente le commerce du sel. Il montre que la ville est en relation avec le Levant (poivre)[4],[5].
- 19 mai : début du pontificat de Grégoire II (fin en 731)[6],[7].
- Mai : Théodose III est proclamé empereur byzantin par les troupes de Rhodes révoltéés à Adramyttium (fin en 717)[8].
- Après le 24 juin : mort de Dagobert III. Début du règne de Chilpéric II, roi des Francs en Neustrie (fin en 720)[9].
  - Les Grands de Neustrie se soulèvent contre Plectrude. Charles Martel, bâtard de Pépin II âgé de 25 ans qui était emprisonné par Plectrude, s'évade et prend la tête des fidèles austrasiens. Le maire du palais de Neustrie Ragenfred s’allie aux Frisons de Ratbod contre Charles. Les Saxons passent la frontière[4].
- 11 août : Germain Ier devient patriarche de Constantinople[10].
- Août : Anastase II doit se retirer dans un monastère à Thessalonique[11]. Théodose III contient pendant deux ans la révolte du stratège des Anatoliques, Léon l’Isaurien.
- 26 septembre : Ragenfred bat les Austrasiens dans la forêt de Cuise, près de Compiègne[12]. Il impose Chilpéric II, fils de Childéric Ier, et s’empare du trésor royal. Charles Martel s’enfuit dans l’Eifel.
- Durant le second semestre : le roi des Francs Dagobert III meurt de maladie. Son fils Thierry est élevé au monastère de Chelles[13].

## Naissances en 715
- Pépin III dit le bref (v. 715-768), maire du palais de Bourgogne (741), maire du palais de Neustrie (741), maire du palais d'Austrasie (747), roi des Francs (751).

## Décès en 715
- 23 février : Al-Walid ben Abd al-Malik, calife omeyyade[1].
- 9 avril : Constantin, pape.
- Durant le second semestre : Le roi des Francs Dagobert III .